# Villiers (Neuchâtel)
Pour les articles homonymes, voir Villiers.
Villiers est une localité et une ancienne commune suisse du canton de Neuchâtel, située dans la région Val-de-Ruz.

## Géographie

Vue aérienne de 1600 m par Walter Mittelholzer (1926).

Selon l'Office fédéral de la statistique, Villiers mesurait 10,57 km2. 2,5 % de cette superficie correspond à des surfaces d'habitat ou d'infrastructure, 44,3 % à des surfaces agricoles, 52,9 % à des surfaces boisées et 0,2 % à des surfaces improductives.

## Histoire
Le 1er janvier 2013, la commune a fusionné avec celles de Boudevilliers, Cernier, Chézard-Saint-Martin, Coffrane, Dombresson, Engollon, Fenin-Vilars-Saules, Fontainemelon, Fontaines, Les Geneveys-sur-Coffrane, Les Hauts-Geneveys, Montmollin, Savagnier et Le Pâquier pour former la nouvelle commune de Val-de-Ruz.

## Démographie
Selon l'Office fédéral de la statistique, Villiers comptait 497 habitants fin 2022. Sa densité de population atteint 47 hab./km2.
Le graphique suivant résume l'évolution de la population de Villiers entre 1850 et 2008 :

## Personnalités liées à la commune
- Auguste L'Épée (1798-1875), horloger, fondateur à Sainte-Suzanne (Doubs) de la principale fabrique de boîtes à musique française.